# Ла-Манга

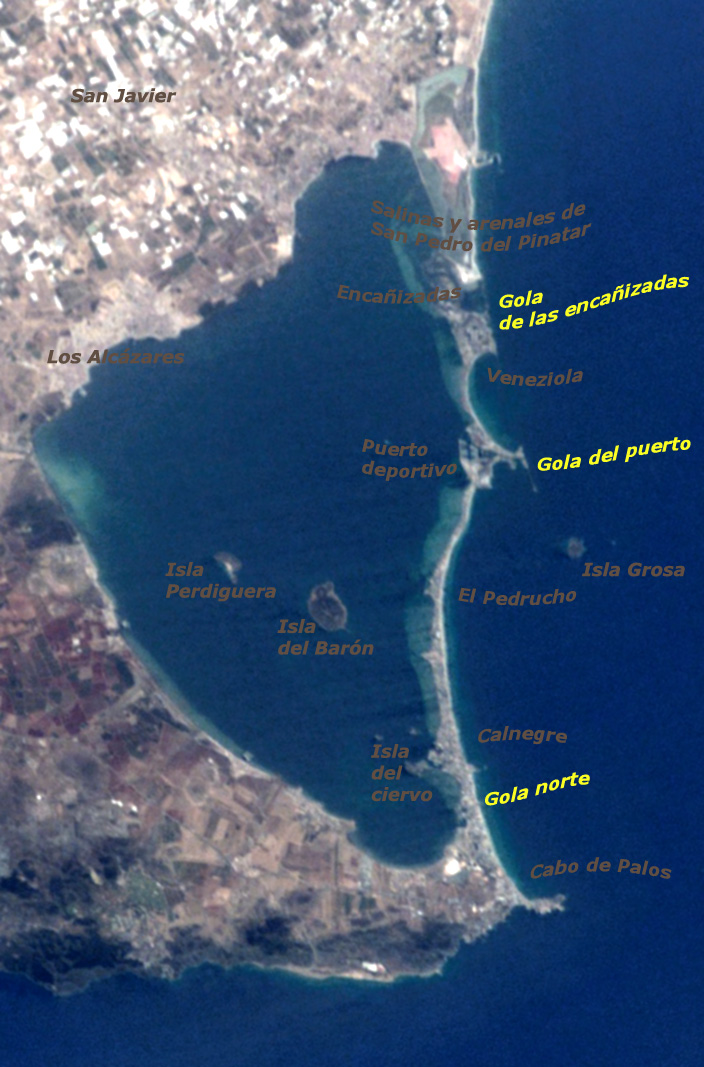
Космічний знімок коси і лагуни.

Ла-Манга або Ла-Манга-дель-Мар-Менор (ісп. La Manga del Mar Menor) — піщана коса в провінції Мурсія на південному сході Іспанії. Адміністративно розташована на території муніципалітетів Картахена на півдні, Сан-Хав'єр в центрі і Сан-Педро-дель-Пінатар на півночі.

## Загальні відомості
Коса має довжину 22 км, ширина коливається від 100 до 1200 м; вона відокремлює найбільшу лагуну Європи Мар-Менор від Середземного моря. Коса тягнеться від мису Палос на півдні до болотистої території Салінас-і-Ареналес-де-Сан-Педро-дель-Пінатар на півночі, охоронюваної території згідно Рамсарської конвенції. На півдні ділянку Середземного моря входить в морській резерват Кабо-де-Палос і Острови Ормігас. Його води мають велике біологічне різноманіття і користуються популярністю у дайверів.
Ла-Манга — північна частина узбережжя Коста-Каліда, є популярним курортом. Вузька смуга, що розділяє теплу лагуну і більш холодне море, має унікальний мікроклімат. На косі безліч пляжів, як на Середземному морі, так і на Мар-Менор, деяким з них присвоєні блакитні прапори.

## Економіка
Основна стаття доходу це туризм і послуги для туристів. З кінця червня і до середини вересня чисельність населення перевищує 200 000 чоловік. Приїжджає безліч людей з Мурсії, Мадрида і Барселони. Частина туристів з інших країн. В інший час чисельність населення близько 10 000 чол.

## Дозвілля
Основне дозвілля для туристів це кафе, ресторани і спортивні заходи. В Ла-Манзі дуже хороші умови для вітрильного спорту. Майже завжди є достатній вітер і відсутні великі хвилі на Мар-Менорі. Є безліч пляжів. Погода завжди відмінна. Проводяться різні свята і фестивалі.
Великий вибір готелів, ресторанів, барів і нічних клубів прямо на пляжі. Є торгові галереї, вуличні ринки, більш десятка великих і поменше супермаркетів, господарські магазини з морським ухилом.